# بوهونوف (ناحیه سویتاوی)
بوهونوف (به چکی: Bohuňov) یک منطقهٔ مسکونی در جمهوری چک است که در ناحیه سویتاوی واقع شده‌است. بوهونوف ۲٫۸۹ کیلومتر مربع مساحت و ۱۶۸ نفر جمعیت دارد و ۳۹۸ متر بالاتر از سطح دریا واقع شده‌است.